# Карнивал ледженд (круизен кораб)
Карнивал ледженд (на английски: Carnival Legend) – круизен кораб, построен от Kvaerner Masa-Yards, във Финландия за компанията Carnival Corporation & plc. Той е третият кораб в семейството круизните съдове тип „Spirit“. Построен е през 2001 г. и плава под панамски флаг.
Кораби-близнаци са: Carnival Miracle, Carnival Spirit, Carnival Pride, а също, но с визуално друга форма на комина Costa Atlantica и Costa Mediterranea.

## История
Строителството на Carnival Legend се извършва в корабостроителницата STX Finland – Kvaerner Masa Yards AB, Хелзинки. Потапянето на дока е на 12 декември 2001 г. едновременно с предаването на кораба-близнак Carnival Pride. На 14 август 2002 г. готовия Carnival Legend е предаден на оператора Carnival Cruise Lines. Кръстница на кораба е британската актриса Джуди Денч и се състои няколко седмици по-късно в английското пристанище Харвич. По време на тържествената церемония, на 21 август 2002 г. кръстницата прави три опита, за да разбие бутилката шампанско в корпуса на кораба. Опита е успешен с помощта на капитана Клаудио Купичи, който опръскал Денч с шампанското.
След влизането си в експлоатация Carnival Legend прави трансатлантически преход и на първо време извършва круизни пътувания между пристанища в Съединените щати, в т.ч. посещавайки Филаделфия и Балтимор, за първи път включени в програмата на фирмата през 2004 г. Carnival Legend е първия съд на Carnival Cruise Lines, който се използва в европейски води, осъществявайки 12 дневни круизи в Северна Европа и правейки преходи през Атлантика. В настояще време съда тръгва от Тампа (Флорида) към западния сектор на Карибския басейн.